# ФК Раднички 1927
ФК Раднички 1927 је српски фудбалски клуб из Вршца. Tренутно се такмичи у Другој Јужнобанатској лиги Исток, шестом такмичарском нивоу српског фудбала. Боја опреме црвено бела/плава.